# Rahonavis
Rahonavis là một chi khủng long theropoda sống vào thời kỳ Creta muộn tại nơi ngày này là miền tây bắc Madagascar.